# Liste des rues de Haren
Ci-dessous, la liste des rues de Haren, section de la commune belge de Bruxelles.

Ces adresses ont le code postal 1130.

## A
- rue de l'Aérodrome

## B
- rue du Bassin Collecteur
- rue du Beemdgracht
- rue du Bruel
- rue du Biplan (aussi Evere)
- de Beek
- avenue Bordet (aussi Evere)
- chaussée de Buda (aussi Machelen)

## C
- rue du Camp
- petite Rue du Camp
- rue du Château d'Asse (englobée dans la Rue du Prés aux Oies)
- rue Cortenbach
- clos du Château d'Eau
- digue du Canal
- avenue de Croydon

## D
- rue du Dobbelenberg
- rue du Donjon

## E
- rue de l'Espace Vert

## F
- rue de Flodorp

## G
- rue de la Grenouillette

## H
- chaussée de Haecht (aussi Saint-Josse-ten-Noode, Schaerbeek et Evere, ainsi que sur Diegem ...)
- Harenberg
- rue Harenheyde
- Hamweg
- Rue d'Hannetaire
- chemin du Hoolebeek

## J
. rue des Jardins potagers

## K
- chemin du Keelbeek
- rue de klesper
- Krekelendries
- rue du Keelbeek

## M
- rue Arthur Maes
- Middelweg
- Avenue de la Métrologie

## O
- rue de l'Osier fleuri

## P
- rue de la Paroisse
- rue du Pré aux Oies
- rue du Planeur

## Q
- rue du Queli (?)

## R
- rue Ranson

## S
- rue Sainte-Élisabeth
- rue Servandoni
- sentier du Soir
- rue de la Seigneurie
- rue de Strasbourg

## T
- chemin de Traverse
- rue Twyeninck
- rue Ter Elst

## V
- rue de Verdun
- avenue de Vilvorde
- passage Joe Van Holsbeek

## W
- rue du Witloof
- rue de Woluwe-Saint-Étienne

## Z
- Haut – A
- B
- C
- D
- E
- F
- G
- H
- I
- J
- K
- L
- M
- N
- O
- P
- Q
- R
- S
- T
- U
- V
- W
- X
- Y
- Z